# Habsburg–Lotaringiai Mária Amália főhercegnő
Ausztriai Mária Amália (teljes születési nevén Mária Amália Jozefa Johanna Antónia; Bécs, Ausztria, 1746. február 26. – Prága, Ausztria, 1804. június 18.), Habsburg–Lotaringiai-házból származó osztrák főhercegnő, I. Ferenc német-római császár és Ausztriai Mária Terézia császárné nyolcadik gyermeke. I. Ferdinánddal kötött házassága révén Parma, Piacenza és Guastalla hercegnője 1769-től hitvese 1802-ben bekövetkezett haláláig.

## Élete

### Származása, testvérei

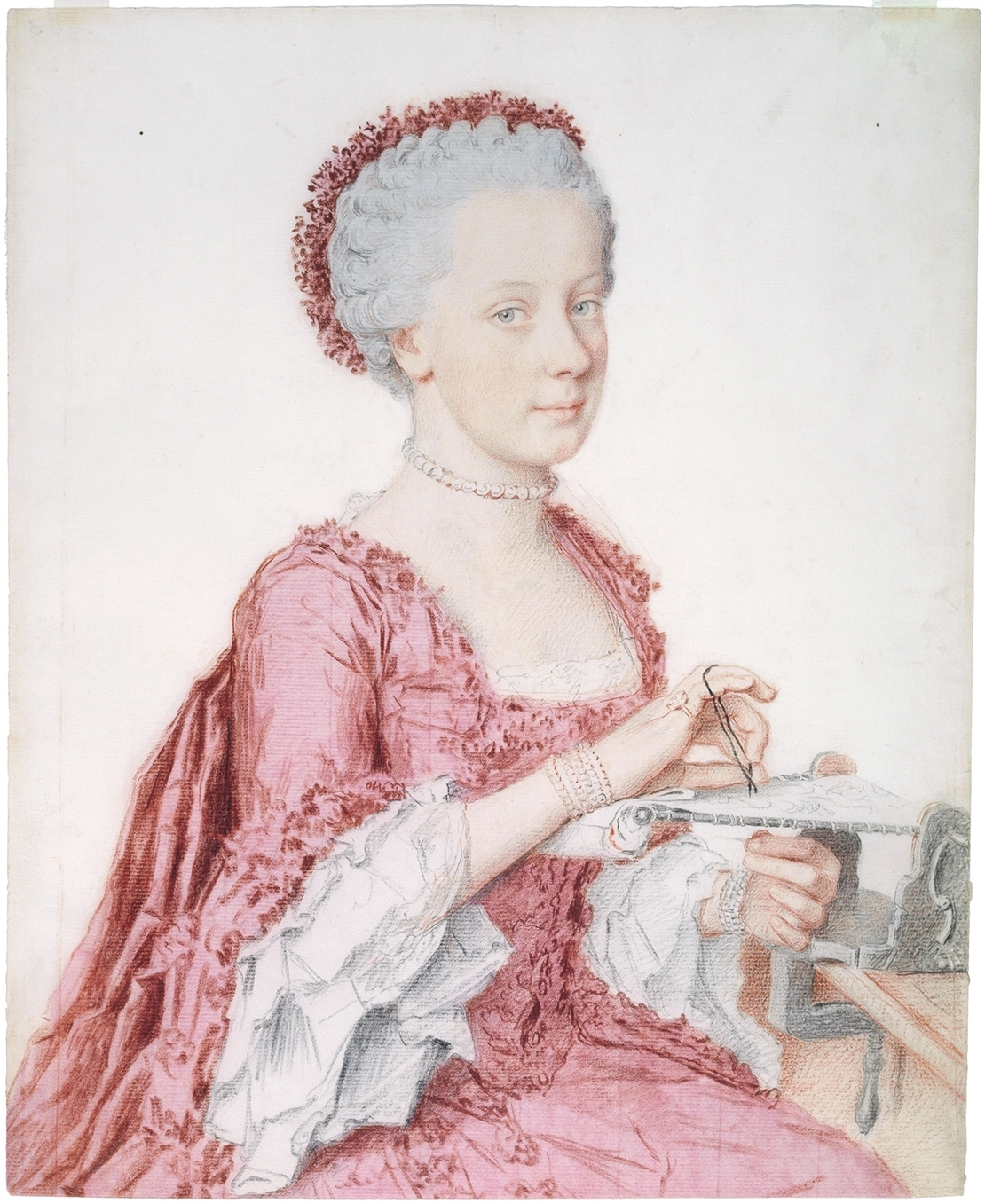
Mária Amália osztrák főhercegnő
(J.E. Liotard rajza)

Édesapja I. (Lotaringiai) Ferenc német–római császár (1708–1765), édesanyja Mária Terézia császárné, osztrák uralkodó főhercegnő, magyar és cseh királyné (1717–1780).
Az uralkodópár 16 gyermekének sorában Mária Amália született nyolcadikként: 
- Mária Anna Jozefa főhercegnő (1738–1789), betegsége miatt egy Klagenfurti kolostorba vonult vissza.
- József Benedek Ágost főherceg (1741–1790), később II. József néven német-római császár, magyar és cseh király (1764–1790).
- Mária Krisztina főhercegnő (1742–1798), aki 1766-ban Albert Kázmér szász–tescheni herceghez (1738–1822) ment feleségül.
- Mária Erzsébet Jozefa főhercegnő (1743–1808), akit XV. Lajos francia király feleségéül szántak, de betegsége miatt egy innsbrucki kolostorba kényszerült vonulni.
- Károly József Emánuel főherceg (1745–1761), fiatalon meghalt.
- Mária Amália főhercegnő (1746–1804), aki 1769-ben I. Ferdinánd parmai herceghez (1751–1802) ment feleségül.
- Péter Lipót József főherceg (1747–1792), I. Lipót néven toszkánai nagyherceg, 1790–92 között II. Lipót néven német-római császár, magyar és cseh király.
- Mária Johanna Gabriella főhercegnő (1750–1762) akit IV. Ferdinánd nápolyi királlyal jegyeztek el, de meghalt az esküvő előtt.
- Mária Jozefa főhercegnő (1751–1767), akit elhalt nővére, Johanna Gabriella után szintén IV. Ferdinánd nápolyi királlyal jegyeztek el, de ő is meghalt az esküvő előtt.
- Mária Karolina Lujza főhercegnő (1752–1814), aki elhalt nővérei helyett 1768-ban feleségül ment IV. Ferdinánd nápolyi királyhoz (1751–1825), a későbbi I. Ferdinánd nápoly–szicíliai királyhoz, így Nápoly és Szicília királynéja lett.
- Ferdinánd Károly Antal főherceg (1754–1806), Lombardia főkormányzója, aki 1771-ben Estei Mária Beatrix modenai hercegnőt (1750–1829), és megalapította a Habsburg-ház Este-Modenai ágát.
- Mária Antónia főhercegnő (1755–1793), aki 1770-ben XVI. Lajos francia király felesége lett. Lajos Károly francia trónörökös herceg édesanyja. A francia forradalom során férjével együtt kivégezték. Fia 1795-ben fogságban halt meg.
- Miksa Ferenc főherceg (1756–1801) püspök, kölni választófejedelem, a Német Lovagrend nagymestere.

### Ifjúkora
Mária Amália a bécsi császári udvarban töltötte ifjúkorát. Testvéreivel együtt nevelkedett, szigorú terv szerint, amelyet Mária Terézia dolgozott ki gyermekei számára. Az oktatási program táncórákat, színházi előadásokat, a történelem, festészet, helyesírás és államtudomány oktatását, némi matematikát, és idegen nyelvek tanulását. A leányokat ezen felül kézimunkát és társalgást is tanítottak.
Mária Terézia és főminisztere, Kaunitz gróf az osztrák örökösödési háborúban meggyengült Habsburg Birodalom helyzetének megerősítésére törekedtek. Az osztrák politikai befolyás erősítésének legjobb módját a dinasztikus kapcsolatok szaporításában látták. Mária Terézia szerteágazó házassági terveiben mind a 14 túlélő gyermeke szerepelt. Mária Terézia figyelme főleg Bourbonok által uralt Francia Királyságra, a Spanyol Királyságra, a Nápoly–Szicíliai Királyságra és a Parmai Hercegségre összpontosult, remélve, hogy a Bourbonok és a Habsburgok közötti erős családi kapcsolat ellensúlyt képezhet II. Frigyes porosz király ellenséges törekvéseivel szemben.
Mária Terézia minden leányának jellemét gondosan megfigyelte és leírta. Mária Amáliát önhittnek, beképzeltnek és igen elevennek írta le. Több éves korkülönbség választotta el idősebb nővéreitől, Mária Krisztinától (1742–1789) és Mária Erzsébettől (1743–1808), és később született húgaitól, Mária Johanna Gabriellától (1750–1762) és Mária Jozefától (1751–1767) is. Emiatt többi testvérétől némileg elszigelődött.
1768-ban, 22 évesen beleszeretett a fiatal és jőképű Károly Ágost zweibrückeni hercegbe (Karl III. August Christian von Pfalz-Birkenfeld-Zweibrücken, 1746–1795). A herceg meg is kérte Mária Amália kezét, de családjának rangját mind Mária Terézia, mind Kaunitz főminiszter politikailag súlytalannak ítélte, ezért elutasították a kérőt. A sértés miatt a Károly Ágost herceg engesztelhetetlen ellensége lett a Habsburg Birodalomnak, az 1777-es bajor örökösödési háborúban Ausztria ellenfeleit támogatta, és 1778–79-ben szövetségeseivel együtt sikeresen megakadályozta, hogy a Habsburgok – az Osztrák-Németalföldért cserébe – megszerezzék a Bajor Választófejedelemséget.
Mária Amáliát előbb IV. Ferdinánd nápolyi királyhoz (1751–1825), a későbbi I. Ferdinánd nápoly–szicíliai királyhoz akarták férjhez adni, aki 1768-ban mégis Mária Amália húgát, Mária Karolinát vette feleségül.

### Házassága, gyermekei

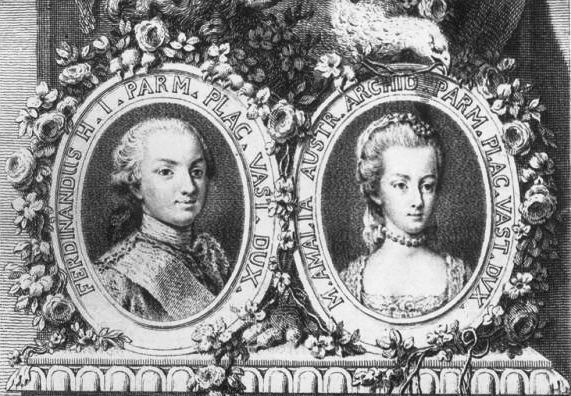
Mária Amália és férje, Ferdinánd Bourbon–parmai herceg

Mária Amáliának – Károly helyett – Ferdinánd Bourbon–parmai herceget (1751–1802), I. Fülöp parmai herceg és Lujza Erzsébet francia királyi hercegnő fiát, XV. Lajos király unokáját ajánlották, aki öt évvel fiatalabb volt jövendőbeli menyasszonyánál. A házasság révén az osztrák befolyást akarták növelni a kis Parmai Hercegségben, ahol 1748 előtt a Habsburgok, azóta viszont a Bourbonok uralkodtak.
Mária Amália bátyja, József főherceg, a jövendő II. József császár is erősen támogatta ezt a házasságot, mivel Ferdinánd herceg az ő első, igen szeretett és fiatalon elhunyt feleségének, Mária Izabella Bourbon–parmai hercegnőnek (1741–1763) volt az öccse. A herceg tulajdonképpen jó nevelést kapott tanáraitól, a felvilágosodás két neves filozófus képviselőjétől, Mablytól (1709–1785) és Condillactól (1715–1780). Mária Amália főhercegnő mégis hisztérikusan ellenkezett a tervezett férjjelölt ellen. Utolsó percig azt remélte, hogy anyja neki is megengedi majd, hogy maga válasszon férjet nővéréhez, Mária Krisztina főhercegnőhöz hasonlóan, aki anyjának kedvenc leánya volt, és aki szerelemből mehetett férjhez.
Sok veszekedés után Mária Amália engedett az anyai akaratnak, és érzelmei ellenére beleegyezett a parmai herceggel kötendő házasságba, amelyet először 1769. június 1-jén képviselők útján (per procurationem) kötöttek meg a bécsi ágostonrendiek templomában (Augustinerkirche). A tényleges esküvőre a colornói hercegi palotában június 27-én került sor. Ebből az alkalomból nagyszabású állami ünnepségeket és egy amfiteátrumban látványos színházi előadásokat szerveztek.
Az ifjú pár a nászéjszakát is a colornói kastélyban töltötte, de a 23 éves Mária Amália visszautasította 17 éves férjének közeledését, mert taszította őt férjének elégtelen testi tisztasága. Az udvar komoly erőfeszítéseket tett, hogy javítson Ferdinánd herceg tisztálkodási szokásain, mégis két további hónapba telt, mire a házasságot ténylegesen elhálták. Az ifjú férj nagyapja, XV. Lajos francia király ebben az időben számos levelet küldött unokájának, amelyben a sikeres házasélethez szükséges tanácsokkal látta el őt.

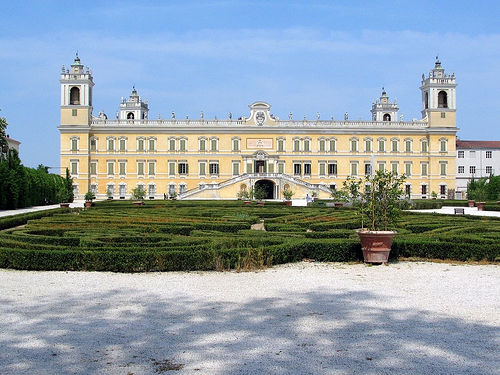
A colornói hercegi palota

Mária Amália főhercegnő és I. Ferdinánd parmai herceg (1751–1802) házasságából 7 gyermek született:
- Karolina Mária hercegnő (1770–1804), aki Miksa szász királyi herceghez (1759–1838) ment feleségül.
- Lajos Ferenc herceg (1773–1803), Parma címzetes hercege, Etruria királya.
- Mária Antónia (Antonietta) hercegnő (1774–1841), Szent Orsolya-rendi apáca.
- Sarolta (Carlota) hercegnő (1777–1813).
- Fülöp herceg (1783–1786), kisgyermekként meghalt.
- Antónia Lujza hercegnő (*/† 1784), születésekor meghalt.
- Lujza Mária hercegnő (1787–1789), kisgyermekként meghalt.

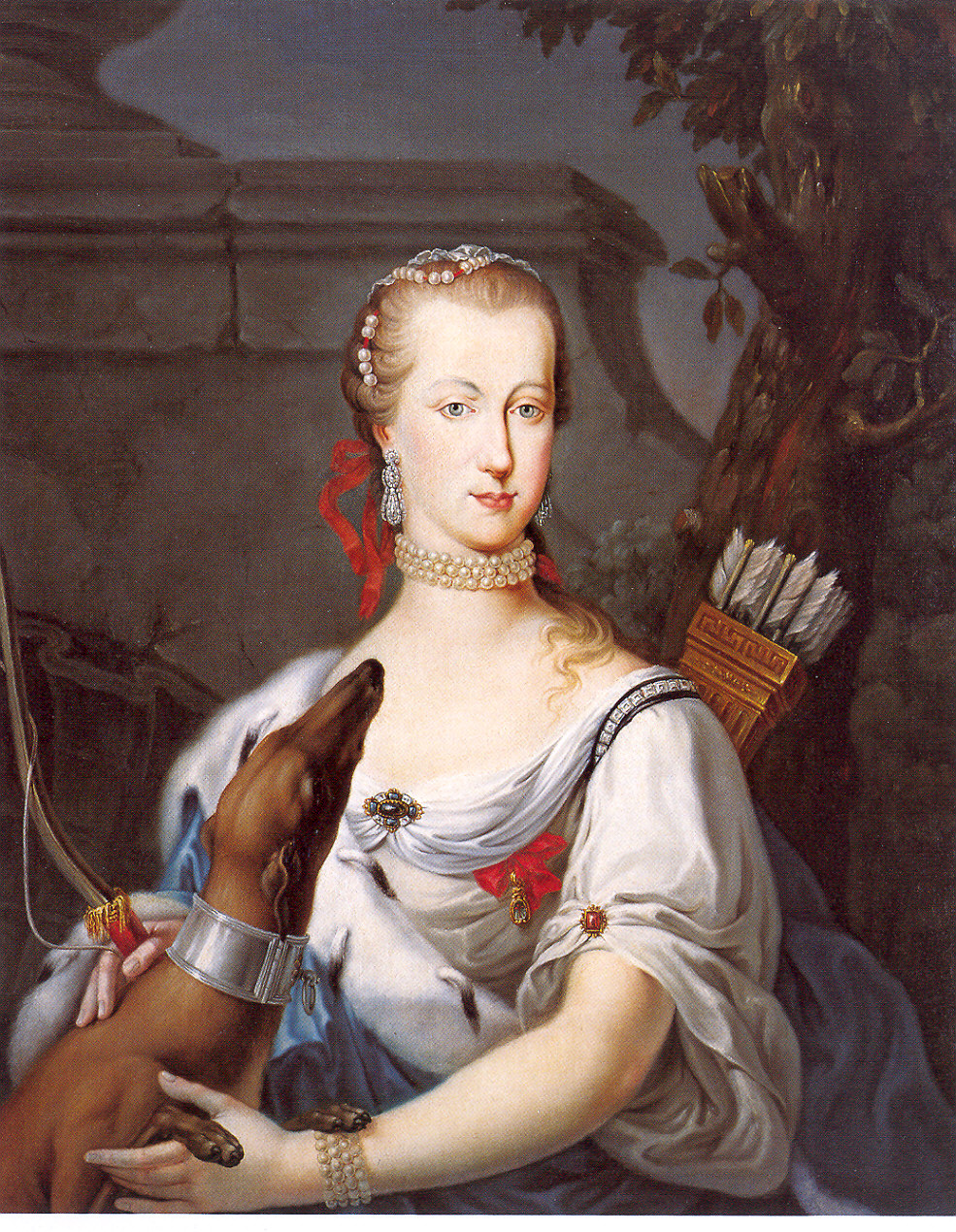
Mária Amália parmai hercegné

### Élete a parmai hercegi udvarban
Mária Amália és férje két teljesen eltérő karakterű személyiség volt. A főhercegnő extrovertált, gőgös és domináns viselkedésre hajlott. Ferdinánd herceg egyszerű lelkű, jó nevelése ellenére sekélyes érdeklődésű, magába forduló, buzgón vallálos, szerény és lágyszívű fiatalember volt, aki az egyszerű nép jólétét tekintette legfontosabb feladatának. Kedvenc elfoglaltsága a templomi harangozás és a paraszti társaságban gyakorolt gesztenyesütés volt. A főúri társaság ripőknek tartotta, de Mária Amália számára mindez csak az esküvő után derült ki. A házasság első évében írt leveleiben Mária Terézia még szemrehányásokat tett leányának, miért nem mutat több érdeklődést a művészetek és tudományok iránt, „ha már ilyen szellemes és jól nevelt királyfi lett a férje”. Néhány évvel később a császárné már gúnyosan azon példálózott, hogy lám, mivé nevelték Ferdinándot a felvilágosodás eszméi és a francia filozófusok.
Ferdinánd herceg nyolcéves korában elveszítette édesanyját, tizennégy évesen édesapját is. Apja halála teljesen váratlanul érte a serdülő fiút, aki nagyon nehezen dolgozta fel a veszteséget. A hercegség kormányzásához szükséges ismeretekre főminisztere, a francia Guillaume du Tillot (1711–1774) oktatta, akivel az évek során szoros bizalmas kapcsolatot alakított ki.
Mária Terézia évenként rendszeres pénztámogatást juttatott az ifjú házasoknak, ehhez elnyerte a francia és a spanyol királyi udvarok jóváhagyását is – bár fia, II. József császár tiltakozott ez ellen. A házasság első éveiben Mária Terézia gyakran írt hosszú leveleket leányának, megpróbálta a házaspár életét saját elképzelései szerint irányítani.
Leveleiben Mária Terézia ugyanazt javasolta Mária Amáliának, amit többi leányának: Ne avatkozzék államügyekbe, ne vállalkozzék politikai közvetítésre, ne hasonlítsa össze a kicsiny parmai hercegi udvar lehetőségeit a bécsi császári udvar hatalmával. Külön kihangsúlyozta, hogy leánya ne próbálja fölényesen kioktatni nála öt évvel fiatalabb, tapasztalatlanabb férjét. Mária Amália azonban anyjának önfejű és akarnok természetét örökölte, és e tanácsokat nem fogadta meg.

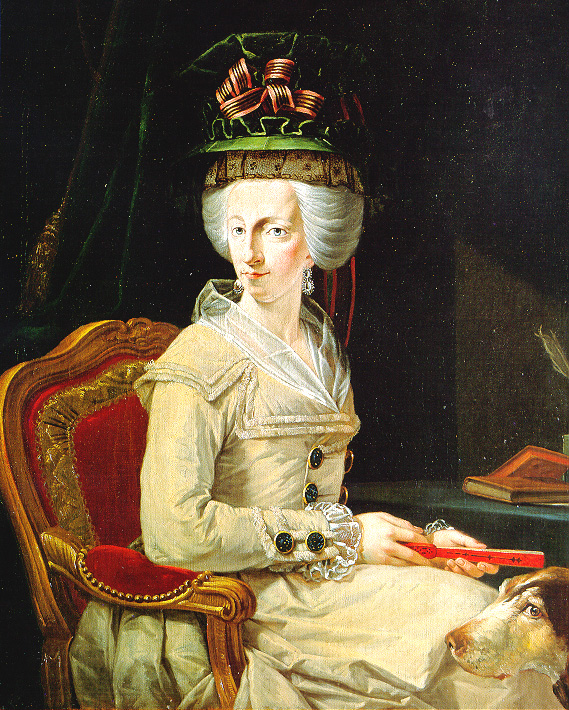
Mária Amália parmai hercegné

### Politikai és családi konfliktusok
Guillaume Du Tillot főminiszter a Parmai Hercegség politikáját a Francia Királyságnak kedvező irányba igyekezett terelni. Ő maga azt szerette volna, ha Ferdinánd a modenai hercegség örökösnőjét, Estei Mária Beatrix modenai hercegnőt (1750–1829) veszi feleségül. Ez a tervet Mária Terézia meghiúsította, Ferdinánd herceg Mária Amáliát vette el, sőt, a modenai örökösnőt is saját fiával, Mária Amália öccsével, Ferdinánd Károly főherceggel (1754–1806) házasította össze, így mindkét itáliai fejedelemségben a Habsburgok jutottak uralkodói hatalomhoz.
Ebben a helyzetben a Habsburg főhercegnő viszonya Du Tillot-val kezdettől fogva feszültséggel volt terhes. Rövid idő alatt személyes ellenségekké váltak, a főhercegnő keményen intrikált a főminiszter ellen, pedig mind Mária Terézia császárné, mind III. Károly spanyol király Du Tillot mellett foglaltak állást. Mária Terézia igyekezett leányát visszatartani a kormányzati ügyekbe való beavatkozástól, de intelmei hiábavalónak bizonyultak. 1771-ben Mária Amália elérte, hogy Du Tillot lemondjon állásáról, ezzel minden akadály elhárult saját politikai ambíciói előtt. Apósa, a spanyol király a Parma új főminiszterévé Jose de Llano grófot nevezte ki. Az új főminiszter azonban nem tudott egyensúlyt teremteni a parmai hercegi udvar és a kormány között, Mária Amália továbbra sem fogadta meg az anyai intelmeket. 1771 őszén III. Károly személyes diplomáciai megbízottat küldött Parmába, a hercegné azonban összekülönbözött vele, és kiutasította udvarából. A spanyol udvar megszakította a diplomáciai kapcsolatokat a hercegséggel.
Ekkor Mária Terézia küldte Parmába saját személyes megbízottját, Franz Rosenberg grófot azzal a megbízatással, hogy kifejezze a császárné legfelsőbb elégedetlenségét, és „észretérítse” a hercegnét. A császárné megfenyegette leányát, hogy megvon tőle minden anyagi támogatást, és válás esetén apácakolostorba kényszeríti. Ezt írta: „… ha azt kell látnom, hogy az Ön önfejűsége, rövidlátó csökönyössége és előítéletei semmivé teszik mindazt, amit a józan értelemnek, a szükségszerűség belátásának, a kötelességtudásnak, és a hív anyai tanácsoknak sugallniuk kellene, úgy a gróf úr a leghatározottabb eljárással kimutatja majd, hogy az Ön jelenlegi viselkedését nemcsakhogy nyilvánosan elítélem, hanem a továbbiakban – történjék bármi –semmilyen ügyben Önnek pártját nem fogom, sőt inkább, nyugalmam és becsületem védelmében mindörökké sorásra hagyom Önt saját önfejűségével és hitvány tanácsadóival.”
Rosenberg közbenjárása is kudarcot vallott, ő sem tudott változást elérni a hercegné viselkedésében, ezért Mária Terézia megszakította leányával a kapcsolatokat, és családtagjait is eltiltotta a parmai hercegnével való levelezéstől. Nyilvánosan hangot adott méltatlankodásának a „randa parmai pofa” („Fratzen in Parma”) hallatlan viselkedése miatt (saját leányát illette e kifejezéssel). A Bourbon-rokonság is megütközött a hercegné önfejűségén. Férjének nagyapja, XV. Lajos király is eltiltotta unokáit „e közfeltűnést keltő idegen asszonnyal” való találkozásoktól.
Amikor azonban 1773-ban megszületett Lajos herceg, a trónörökös, helyreálltak a diplomáciai kapcsolatok Madriddal, majd Béccsel is. Mária Terézia felszólította gyermekeit, hogy ápoljanak jó viszonyt húgukkal, de ő maga sohasem békült ki leányával, Bécsbe látogatni sem engedte. Mária Amália ezután rendszeresen levelezett nővéreivel, főleg Mária Anna Jozefával (1738–1789) és Mária Karolinával (1752–1814), Nápoly és Szicília királynéjával.
Férje, Ferdinánd herceg erőtlen személyiség volt, aki fölött felesége uralkodott, politikai és magánéleti ügyekben egyaránt. A köznép Mária Amáliát hamarosan „La Signora” („a Nagyasszony”) vagy „La Mata” mellékneveken emlegették, kifejezésre juttatva a hölgy domináns lényét. A hercegné ugyanakkor igen közvetlenül, megnyerően és szeretetre méltóan tudott megnyilvánulni, amivel elnyerte alattvalói rokonszenvét. Szerették is, de tartottak is tőle. Népszerű és közkedvelt személyiség volt, annak ellenére, hogy házastársával szemben ellentmondásosan viselkedett, és kettejük közül nyilvánvalóan „ő viselte a nadrágot”. A férfias kedvteléseknek is szívesen hódolt, gyakran járt vadászni, hogy a parmai udvari élet egyhangúságát elűzze. Férjével együtt lóháton és gyalogszerrel bejárta szinte egész országát.
Az össze nem illő házasfeleket csak a férfi trónörökös létrehozásának közös célja tartotta egymás mellett. Gyermekeik megszületése után Mária Amália fokozatosan eltávolodott férjétől, és ifjú gárdatisztek társaságát kereste. A leány Mária Terézia dinasztikus politikájának áldozata volt, akárcsak húga, Mária Karolina, a nápoly–szicíliai királyné.

### Francia megszállás és következményei
A francia forradalmi háborúk során 1798-ban francia forradalmi csapatok vonultak be Parmába, 1799-ben kikiáltották az Etruriai Köztársaságot. Ferdinánd herceg megkísérelt semleges álláspontra helyezkdeni, hogy alattvalóit megvédelmezze a megszállók túlkapásaitól. Bonaparte tábornok, Első Konzul azonban 1801-ben Spanyolországgal megkötötte az aranjuezi szerződést, amelyben elérte, hogy a Parmai Hercegséget, a hozzá tartozó Piacenzával és Guastallával együtt, Ferdinánd herceg halála után a francia államterülethez csatolják.
Ferdinánd herceg halála (1802) után az aranjuezi szerződést végrehajtották, Parma birtoka Franciaországra szállt, az özvegy Mária Amáliának el kellett hagynia hercegségét. Bonaparte Első Konzul Moreau de Saint-Mèry grófot (1750–1819) nevezte ki Parma francia helytartójává.

### Utolsó évei
1802 novemberében Mária Amália Prágába költözött, itt halt meg 1804-ben. Holttestét Prágában temették el, szívét azonban Bécsbe hozták, és az ágostonrendiek templomának úgynevezett „szívkriptájába” (Herzgruft) helyezték.

### Hercegségének további sorsa
Ferdinánd és Mária Amália legidősebb fiának, Lajos Ferenc hercegnek, a parmai hercegi trón örökösének Napóleon császár kárpótlásul felajánlotta az ugyancsak francia megszállás alá került Toszkánai Nagyhercegség helyén alakított csatlós állam, az Etruriai Királyság trónját. A fiatal Lajos herceg Napóleon kegyelméből ennek királyaként uralkodott haláláig, 1803-ig, utána fia, Károly Lajos herceg (1799–1883) követte az etruriai királyi trónon. 1807-ben Napóleon ezt az államot is közvetlenül Franciaországhoz csatolta.
A parmai Bourbonok a napóleoni háborúk után sem kaphatták vissza korábbi hercegségeiket. A bécsi kongresszus 1814-ben Parmát és Piacenzát I. Ferenc osztrák császár leányának, Napóleon második feleségének, Mária Lujzának (1791–1847) adta személyes birtokul.